# David Krumholtz
David Krumholtz (New York, 15 mei 1978) is een Amerikaans acteur. Hij speelde onder meer van 2005 tot en met 2010 wiskundige Charlie Eppes in de televisieserie Numb3rs.

## Jeugd en privéleven
Krumholtz groeide op in een Joods gezin in het New Yorkse stadsdeel Queens. Zijn moeder Judy, is in 1956 naar de Verenigde Staten geëmigreerd en werkte als tandartsassistente. Krumholtz' vader, Michael, werkte bij de post. Krumholtz was op school een goede student.
Op 22 mei 2010 trouwde Krumholtz in het Plaza Hotel in New York met actrice Vanessa Britting. Zij waren sinds juli 2008 verloofd.

## Filmografie
| Jaar | Titel                                     | Rol               | Opmerkingen                      |
| ---- | ----------------------------------------- | ----------------- | -------------------------------- |
| 2023 | Oppenheimer                               | Isidor Isaac Rabi |                                  |
| 2015 | I Saw the Light                           | James Dolan       |                                  |
| 2014 | The Judge                                 | Mike Kattan       |                                  |
| 2011 | Mr. Popper's Penguins                     | Kent              |                                  |
| 2008 | Harold & Kumar Escape from Guantanamo Bay | Goldstein         |                                  |
| 2007 | Live!                                     | Rex               |                                  |
| 2007 | Walk Hard: The Dewey Cox Story            | Schwartzberg      |                                  |
| 2007 | Superbad                                  | Benji Austin      |                                  |
| 2006 | The Nail                                  | Daniel            | Korte film                       |
| 2006 | Bobby                                     | Agent Phil        |                                  |
| 2006 | Tenacious D in the Pick of Destiny        | Frat Boy #2       |                                  |
| 2006 | Kill the Poor                             | Joe Peltz         | Gefilmd in 2003                  |
| 2006 | American Storage                          | Kurt              | Korte film                       |
| 2005 | Serenity                                  | Mr. Universe      |                                  |
| 2005 | My Suicidal Sweetheart                    | Max               | Oorspronkelijk Max and Grace     |
| 2005 | Guess Who                                 | Jerry MacNamara   |                                  |
| 2005 | Numb3rs                                   | Charlie Eppes     | TV serie                         |
| 2004 | Ray                                       | Milt Shaw         |                                  |
| 2004 | Harold & Kumar Go to White Castle         | Goldstein         |                                  |
| 2004 | The Last Hold-Outs                        | Abe               | Oorspronkelijk Looking for Kitty |
| 2003 | The Lyon's Den                            | Jeff Fineman      | TV serie                         |
| 2003 | Scorched                                  | Max               |                                  |
| 2002 | Cheats                                    | Evan Rosengarden  |                                  |
| 2002 | The Santa Clause 2                        | Bernard           |                                  |
| 2002 | You Stupid Man                            | Owen              | Release in Europa                |
| 2002 | Big Shot: Confessions of a Campus Bookie  | Benny Silman      | televisiefilm (FX Networks)      |
| 2001 | According to Spencer                      | Ezra              |                                  |
| 2001 | Two Can Play That Game                    | Jason             |                                  |
| 2001 | Sidewalks of New York                     | Benjamin Bazler   |                                  |
| 2001 | The Mexican                               | Beck              |                                  |
| 2000 | The Trouble With Normal                   | Bob Wexler        | televisieserie                   |
| 2000 | How to Kill Your Neighbor's Dog           | Brian Sellars     |                                  |
| 1999 | Liberty Heights                           | Yussel            |                                  |
| 1999 | 10 Things I Hate About You                | Michael Eckman    |                                  |
| 1998 | The Closer                                | Bruno Verma       | televisieserie                   |
| 1998 | Slums of Beverly Hills                    | Ben Abromowitz    |                                  |
| 1997 | Chicago Sons                              | Billy Kulchak     | televisieserie                   |
| 1997 | The Ice Storm                             | Francis Davenport |                                  |
| 1997 | Justice League of America                 | Martin Walters    | Geannuleerde tv-pilot            |
| 1994 | Monty                                     | David Richardson  | televisieserie                   |
| 1994 | The Santa Clause                          | Bernard           |                                  |
| 1993 | Addams Family Values                      | Joel Glicker      |                                  |
| 1993 | Life with Mikey                           | Barry Corman      |                                  |
| 1992 | Conversations with My Father              | Young Charlie     | Broadway Play - Originele cast   |

- Biblioteca Nacional de España: XX1743024
- Bibliothèque nationale de France: cb150100691 (data)
- Gemeinsame Normdatei: 1143543033
- International Standard Name Identifier: 0000 0001 1448 9239
- Library of Congress Control Number: no00025109
- MusicBrainz: 2aa6e90b-9a86-4b0f-aa6f-80ac50a5679f
- Nationale Bibliotheek van Israël: 987007344794805171
- Nationale Bibliotheek van Polen: a0000001700746
- Système universitaire de documentation: 196306639
- Virtual International Authority File: 78319837
- WorldCat: E39PBJrCcPHWkypDtxYC3CR3Qq